# Tom Mitchell
Pour les articles homonymes, voir Mitchell.
Pas d'image ? Cliquez ici

b Matchs officiels uniquement.
Tom Mitchell,  né le 22 juillet 1989 à Cuckfield (Angleterre), est un joueur britannique de rugby à sept. International anglais de rugby à sept, il représente dans ce même code l'équipe de Grande-Bretagne qui remporte la médaille d'argent lors du tournoi masculin des Jeux olympiques d'été de 2016 à Rio de Janeiro.